# Pilodeudorix mimeta
Pilodeudorix mimeta is een vlinder uit de familie van de Lycaenidae. De wetenschappelijke naam van de soort is voor het eerst gepubliceerd in 1895 door Ferdinand Karsch.

## Verspreiding
De soort komt voor in Nigeria, Kameroen, Gabon, Congo-Brazzaville, Centraal Afrikaanse Republiek, Congo-Kinshasa, Oeganda, Tanzania en Zambia.

## Ondersoorten
- Pilodeudorix mimeta mimeta (Karsch, 1895) (Nigeria, Kameroen, Gabon, Congo-Brazzaville, Centraal Afrikaanse Republiek, Congo-Kinshasa, Oeganda, Zambia)
  - = Hypomyrina perigrapha Karsch, 1895
  - = Deudorix unda Gaede, 1915
- Pilodeudorix mimeta oreas Libert, 2004) (Nigeria, Kameroen)
- Pilodeudorix mimeta angusta Libert, 2004 (Noordoost-Congo-Kinshasa, West-Tanzania)